# Erythraeum Chaos
Erythraeum Chaos és una estructura geològica del tipus chaos a la superfície de Mart, situada amb el sistema de coordenades planetocèntriques a -21 ° de latitud N i 348.96 ° de longitud E. Fa 147.63 km de diàmetre. El nom va ser fet oficial per la UAI el sis de desembre de 2007 i el pren de la característica d'albedo.